# C/2009 O1 (STEREO)
C/2009 O1 (STEREO) – kometa jednopojawieniowa odkryta przez Michała Kusiaka na zdjęciach pochodzących z koronografów SECCHI COR 2 zamieszczonych na pokładzie sond kosmicznych STEREO. Zarejestrowana została na zdjęciach z 18 lipca 2009 roku. Przynależy do grupy komet Kreutza. Kometa nie została zaobserwowana przez sondę  SOHO z powodu kilkudniowej przerwy w transmisji i wykonywaniu zdjęć (poświęconej na manewry orbitalne). Dane pochodzące z sond STEREO publikowane są z 2-3 dniowym opóźnieniem, stąd odkrycie dokonane zostało 21 lipca 2009.
To pierwsza polska kometa STEREO i pierwsza odkryta za pośrednictwem koronografów COR2. Zakres spektralny w jakim pracują instrumenty COR2, jest niekorzystny dla detekcji małych i słabych komet wchodzących w skład tej grupy (COR 2 nie rejestrują tak dobrze jak LASCO światła w okolicy linii sodu 589 nm, którą komety Kreutza podczas bliskiego przelotu koło Słońca bardzo intensywnie emitują). C/2009 O1 (STEREO) była jednak na tyle jasna (ok. 6m), że mogła zostać zarejestrowana za ich pośrednictwem.